# Sportcomplex Zoudenbalch
Der Sportcomplex Zoudenbalch ist eine Sportanlage in der niederländischen Gemeinde Utrecht, Provinz Utrecht. Der Name Zoudenbalch geht auf die bekannte Utrechter Familie Zoudenbalch aus dem Mittelalter zurück. Der Fußballverein FC Utrecht nutzt es als Trainingsgelände. Es liegt nur wenige hundert Meter südlich des Stadions Galgenwaard, der Heimspielstätte der Männermannschaft und bietet fünf Spielfelder, eines davon mit einer Kunstrasenfläche. Neben dem Training der Männer nutzte die Frauenmannschaft des Clubs von der Gründung 2007 bis zur Auflösung 2014 die Anlage für ihre Spiele. Des Weiteren trägt die zweite Männermannschaft des FC Utrecht, der Jong FC Utrecht, seine Heimspiele auf der Anlage aus. Auch die weiteren Jugendmannschaften bis runter zur U8 spielen und trainieren hier. 2001 wurde die von Zwarts & Jansma Architects entworfene Tribüne am Hauptplatz errichtet. Im Sommer 2018 wurde der Sportkomplex umfassend renoviert, um auch weiterhin die Spiele der Frauen und des Jong FC Utrecht austragen zu können. Darüber hinaus sind die Amateurvereine Domstad Majella, VV Odin und VV Sterrenwijk im Sportcomplex Zoudenbalch beheimatet. 

## Galerie

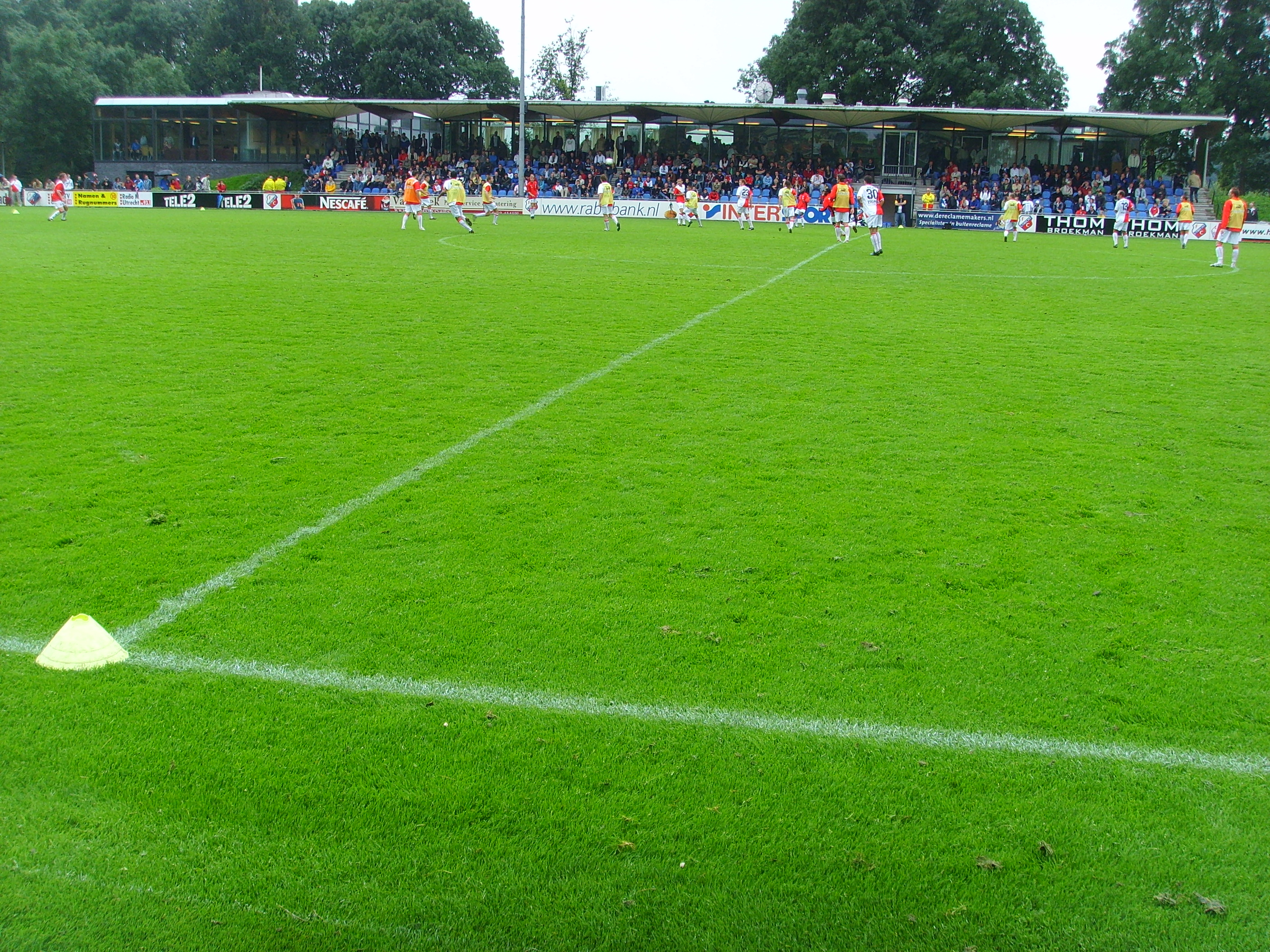
Training des FC Utrecht im Juli 2008
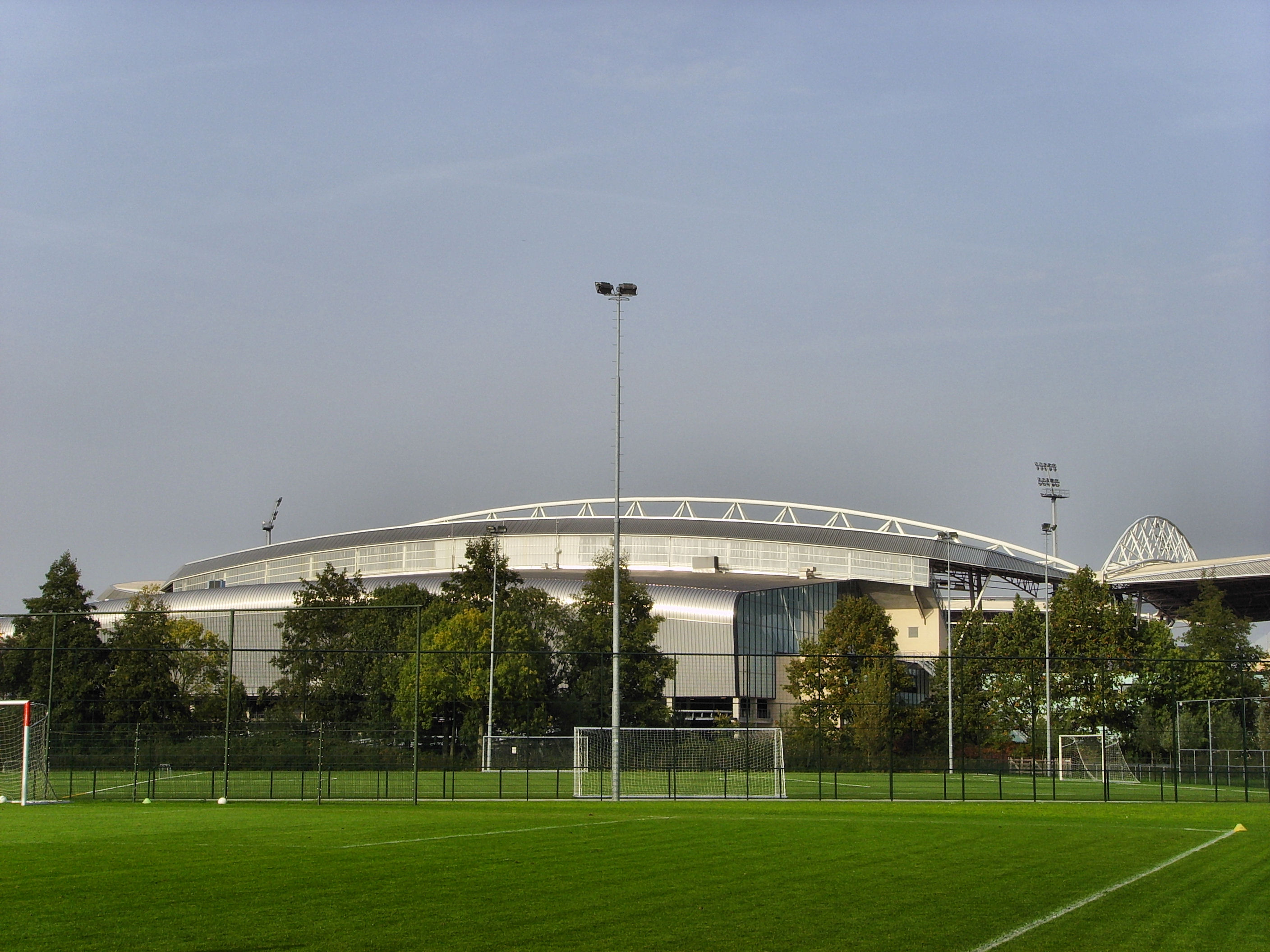
Das Stadion Galgenwaard in Sichtweite des Sportcomplex (Oktober 2008)